# Marc Detton
Marc Pierre Detton (Thorigny-sur-Marne, 20 de febrero de 1901-París, 24 de enero de 1977) fue un deportista francés que compitió en remo.
Participó en los Juegos Olímpicos de París 1924, obteniendo una medalla de plata en la prueba de doble scull. Ganó tres medallas en el Campeonato Europeo de Remo entre los años 1922 y 1925.

## Palmarés internacional
| Juegos Olímpicos   | Juegos Olímpicos       | Juegos Olímpicos  | Juegos Olímpicos |
| Año                | Lugar                  | Medalla           | Prueba           |
| ------------------ | ---------------------- | ----------------- | ---------------- |
| 1924               | París (Francia)        | Medalla de plata  | Doble scull      |
| Campeonato Europeo |                        |                   |                  |
| Año                | Lugar                  | Medalla           | Prueba           |
| 1922               | Barcelona (España)     | Medalla de bronce | Scull individual |
| 1924               | Lucerna (Suiza)        | Medalla de plata  | Scull individual |
| 1925               | Praga (Checoslovaquia) | Medalla de oro    | Doble scull      |